# Wible Orchard
Wible Orchard – obszar niemunicypalny w hrabstwie Kern, w Kalifornii (Stany Zjednoczone), na wysokości 115 m. Znajduje się około 6,5 km na południe od Bakersfield.